# Horst L. Störmer
Horst Ludwig Störmer (født 6. april 1949) er en tysk fysiker og professor emeritus på Columbia University. Han modtog nobelprisen i fysik i 1998 sammen med Daniel Tsui og Robert Laughlin "for deres opdagelse af en ny form for kvantumfluid med fraktioneret ladet excitering" (fraktionel kvantum Hall-effekt). Han og Tsui arbejdede på Bell Labs da de lavede eksperimentet, som demonstrerede effekten.